# Římskokatolická farnost Bozkov
Římskokatolická farnost Bozkov (lat. Boskovium) je církevní správní jednotka sdružující římské katolíky na území obce Bozkov a v jejím okolí. Organizačně spadá do turnovského vikariátu, který je jedním z 10 vikariátů litoměřické diecéze.

## Historie farnosti
Jako plebánie patřila farnost k děkanátu turnovskému od roku 1344. Matriky jsou vedeny od roku 1695. Farnost byla kanonicky zřízena od roku 1747.

### Duchovní správcové vedoucí farnost
Začátek působnosti jmenovaného v duchovní správě farnosti od:
- 1354   Adamus
- 1363   Otto z Rožďálovic
- 1380   Joannes ze Štěpanic
- 1386   Alexius z Jenišovic
- 1394   Joannes z Hořic
- 1419   Martinus z Lomnice
- 1746   Wenceslaus Komarek
- 1757   Wencesl. Duschek, † 6. 3. 1792
- 1792   Jos. Huniacz
- 1801   par. vacat
- 1801   Jos. Nigrin, n. 19. 6. 1766 Hochstadt., o. 23. 8. 1792, † 29. 4. 1821
- 1815   par. vacat, cap. Franc. Wodcedalek
- 1816   Jos. Kramarz, n. 28. 4. 1783 Hochstadt., o. 30. 8. 1806, † 13. 12. 1851
- 1821   par. vacat, cap. Franc. Wodcedalek
- 1821   Ambros. Tepper, n. 29. 10. 1784 Ferrobrod., o. 30. 8. 1808, † 25. 12. 1830
- 1826   par. vacat, cap. Jos. Sedlaček
- 1826   Joann. Nossek, n. 24. 8. 1789 Hochstadt a. I., o. 15. 8. 1813, † 13. 4. 1837
- 1828   Franc. Lustinetz, n. 9. 11. 1787 Nemausens, o. 9. 8. 1811, † 21. 12. 1866
- 1834   Jos. Strnad, n. 24. 2. 1793 Boskov, o. 24. 3. 1816, † 16. 4. 1877
- 1842   Alois. Schalk, n. 1. 12. 1810 Hořiniowes., o. 28. 7. 1833, † 5. 1. 1853
  - 1848 Josef Němeček, kaplan
- 1852   par. vacat, admin. Josef Němeček
- 1853   Franc. Brausek, n. 22. 8. 1800 Držkov, o. 4. 9. 1826, † 17. 2. 1883
- 1882   par. vacat, admin. int. Franc. Patočka
- 1882   Jos. Kouble, n. 3. 8. 1825 Boskov, o. 25. 7. 1849, † 7. 7. 1886
- 1886   Joann. Štajnygr, n. 23. 8. 1844 Kly, o. 20. 7. 1869, † 25. 3. 1908
- 1894   par. vacat, admin. int. Jos. Pískač
- 1895   Wenc. Beran, n. 28. 11. 1855 Gentschowitz, o. 22. 7. 1881, † 2. 7. 1919
- 1908   Petr Kouble, n. 4. 1. 1860 Boskov, o. 17. 5. 1885, † 22. 8. 1922
- 1918   Jos. Hájek, n. 28. 1. 1868 Ronov, o. 2. 7. 1893, † 14 .12. 1954
- 1939   par. vacat, admin. int. Jos. Hofmann
- 1. 9. 1942 Jos. Hofmann, n. 12. 6. 1908 Pehřímov, o. 27. 6. 1937, † 14. 2. 1971
- 1. 5. 1951 Robert Vater
- 1. 8. 1957 Bohuslav Čálek
- 15. 8. 1980 Josef Hádek
- 1. 9. 1985 Alfréd Kostka, n. 12. 6. 1910 Píšť, 29. 6. 1938, † 6. 6. 1997
- 1. 9. 1995 Štefan Pilarčík
- 1. 9. 1996 Jan Jucha MS
- 1. 9. 2002 Krzysztof Mikuszewski MS, admin., od 1. 9. 2012 farář
  - 1. 4. 2016 Michael Koudelka, trvalý jáhen[3]
  - 1. 8. 2021 Henryk Kuman, MS, farní vikář[4]

Kromě kněží stojících v čele farnosti, působili ve farnosti v průběhu její historie i jiní kněží. Většinou pracovali jako farní vikáři, kaplani, katecheté, výpomocní duchovní aj.

### Kněží rodáci
- Josef Alois Kouble

## Území farnosti
Do farnosti náleží území obce:
- Bohuňovsko (Bohunowsko)[p 2]
- Bozkov (Boskau, Boskov)[p 2]
- Jesenný (Jesen)[p 2]
- Roztoky u Semil (Rostok)[p 2]
- Spálov (Spalow)[p 2]

## Římskokatolické sakrální stavby a místa kultu na území farnosti
| | Fotografie | Stavba                                          | Místo   | Bohoslužby                      | Zeměpisné souřadnice             | Status        | Číslo kulturní památky                       |
| Kostel | Kostel     | Kostel                                          | Kostel  | Kostel                          | Kostel                           | Kostel        | Kostel                                       |
| --- | ---------- | ----------------------------------------------- | ------- | ------------------------------- | -------------------------------- | ------------- | -------------------------------------------- |
| 1. |            | Kostel Navštívení Panny Marie                   | Bozkov  | bližší informace o bohoslužbách | 50°38′23″ s. š., 15°20′12″ v. d. | farní kostel  | 18847/6-2499 (Pk•MIS•Sez•Obr•WD) (Q13416081) |
| Kaple |            |                                                 |         |                                 |                                  |               |                                              |
| 2. |            | Kaple Povýšení sv. Kříže                        | Jesenný | bližší informace o bohoslužbách | 50°39′36″ s. š., 15°20′33″ v. d. | kaple         | 22439/6-2574 (Pk•MIS•Sez•Obr•WD) (Q37318540) |
| 3. |            | Kaple sv. Jana Křtitele                         | Bozkov  | bližší informace o bohoslužbách |                                  | zámecká kaple | —                                            |
| 4. |            | Kaple Panny Marie Bolestné (Sejkorská kaplička) | Bozkov  | bohoslužby příležitostně        | 50°37′20″ s. š., 15°20′7″ v. d.  | kaple         | 25837/6-2497 (Pk•MIS•Sez•Obr•WD) (Q21034339) |
| Některé drobné sakrální stavby a pamětihodnosti lze dohledat zde v databázi Drobné sakrální památky Zaniklé sakrální stavby lze dohledat zde v databázi Poškozené a zničené kostely, kaple a synagogy v České republice |            |                                                 |         |                                 |                                  |               |                                              |

Ve farnosti se mohou nacházet i další drobné sakrální stavby, místa římskokatolického kultu a pamětihodnosti, které neobsahuje tato tabulka.

## Farní obvod
Z důvodu efektivity duchovní správy byl vytvořen farní obvod (kolatura) sestávající z přidružených farností spravovaných excurrendo z Bozkova. Jsou jimi farnosti (řazeno abecedně):
1. Římskokatolická farnost Paseky nad Jizerou
2. Římskokatolická farnost Zlatá Olešnice